# Vince Boryla
Vincent „Vince“ Joseph Boryla (* 11. März 1927 in East Chicago, Indiana; † 27. März 2016 in Denver, Colorado) war ein US-amerikanischer Basketballspieler, -trainer, -funktionär und -scout. Bekannt war er auch unter seinem Spitznamen Moose (dt. Elch). Er spielte auf der Position eines Forwards, dessen Position seit den 1970ern hauptsächlich in Small Forward und Power Forward unterteilt wird.
Als Spieler war er in den Anfangsjahren der New York Knicks in der NBA aktiv, ehe er als 28-Jähriger für drei Jahre deren Traineramt übernahm, ehe er weiterhin als Basketballfunktionär tätig war. Am Basketballturnier der Olympischen Sommerspiele 1948 nahm er als Spieler der University of Denver teil und gewann bei diesem Großturnier in London mit der Nationalmannschaft seines Heimatlandes die Goldmedaille.

## Leben und Karriere

### Karrierebeginn und als Olympiasieger in die NBA
Vince Boryla wurde am 11. März 1927 als Sohn von Vincent Stanley Boryla und dessen Frau Phyllis Boryla (geborene Tiliczuk), zweier polnischer Immigranten, in der zu dieser Zeit noch aufstrebenden Stadt East Chicago im US-Bundesstaat Indiana geboren, wo er auch aufwuchs und die lokale Washington High School, die im Jahre 1986 geschlossen wurde und die zahlreiche Basketballspieler und -trainer hervorbrachte, besuchte. Bereits zu dieser Zeit spielte er unter seinem dortigen Trainer Doc Irwin in der Schulbasketballmannschaft. In weiterer Folge nahm er ein Studium an der University of Notre Dame auf, an der er jedoch auch im Herrenbasketballteam der Sportabteilung Notre Dame Fighting Irish aktiv war. Für diese absolvierte er in seinen zwei Jahren 41 Meisterschaftsspiele, erzielte dabei 643 Punkte und führte die Punkterangliste der Notre Dame in seinem Freshman-Jahr mit 322 Punkten an, was einen neuen Schulrekord bedeutete. Ein weiterer Schulrekord waren seine 31 Punkte, die er in einem Spiel gegen die University of Detroit erzielte. Während einer ärztlichen Untersuchung in dieser Zeit wurde auch festgestellt, dass Boryla farbenblind sei.
Bereits nach seinem ersten Jahr unterbrach er wegen des Zweiten Weltkrieges sein Studium und kam an die US Naval Academy nach Annapolis, Maryland. Daraufhin verbrachte er auch mehrere Monate auf der Naval Station Great Lakes, dem einzigen Bootcamp der United States Navy, in North Chicago, Illinois, wo er ebenfalls Basketball spielte, ehe er sich wieder an der Notre Dame einschrieb. Nach seinem Sophomore-Jahr ging er abermals von der Universität ab und schloss sich ab 1946 der United States Army an. Von dieser wurde er nach Denver, Colorado, geschickt, wo er in den zwei nachfolgenden Jahren stationiert war und parallel dazu für die Amateurmannschaft Denver Nuggets, aus der daraufhin ein nach nur zwei Jahren wieder eingestelltes Profiteam entstand, in der Amateur Athletic Union (AAU) zum Einsatz kam. In dieser Zeit wurde er auch zweimal zum AAU All-American gewählt. 
Während seiner Zeit in Denver nahm er als Spieler der Denver Nuggets an den Olympischen Sommerspielen 1948 in London teil. Beim dortigen Basketballturnier wurde er mit den Vereinigten Staaten vor Frankreich (Silber) und Brasilien Olympiasieger. Im Anschluss wurde er von der Army entlassen und besuchte ab 1948 die University of Denver, die er 1949 abschloss, nachdem er für die Denver Pioneers, die universitätseigene Sportabteilung, zum Einsatz kam und im Laufe seiner Karriere auch in deren Hall of Fame aufgenommen wurde. In seinem einzigen Jahr an der Universität wurde er als Basketballspieler ins All-America First Team gewählt. 1948 heiratete er auch die aus Denver stammende Catherine „Cappie“ Brogan, mit der er eine Tochter und vier Söhne hatte.
Als Olympiasieger, der erste Basketball-Olympiateilnehmer der University of Notre Dame, wurde er im Jahre 1949 von den New York Knicks aufgenommen, die in die erste NBA-Saison der Geschichte starteten, nachdem sich die BAA mit der NBL zur NBA zusammengeschlossen hatte. In dieser Saison wurde der Forward in 59 Spielen seiner Mannschaft eingesetzt. Mit der Mannschaft rangierte er zum Saisonende hinter den Syracuse Nationals, den heutigen Philadelphia 76ers, auf dem zweiten Rang der Eastern Division. Auch in den anschließenden Play-offs unterlagen die Knicks, nach einem Halbfinalsieg über die Washington Capitols, den Nationals aus Philadelphia. In der nachfolgenden Spielzeit 1950/51 entwickelte sich zu einem offensivstärkeren Spieler und war einer der fünf erfolgreichsten Freiwurfschützen dieser Saison. Mit einem Prozentsatz von 0.837 (83,7 %) war er hinter Joe Fulks, Belus Smawley, Bobby Wanzer und Fred Scolari der fünftbeste Freiwurfschütze 1950/51 und wurde aufgrund dessen auch am 2. März 1951 im ersten NBA All-Star Game der Geschichte eingesetzt.
Dort konnten sich die von Knicks-Trainer Joe Lapchick trainierten Eastern All-Stars gegen die von John Kundla (Minneapolis Lakers) trainierten Western All-Stars mit 111:94 durchsetzen. Mit der Mannschaft rangierte er im Endklassement 1950/51 auf dem dritten von sieben Tabellenplätzen der Eastern Division, konnte sich jedoch in den anschließenden Play-offs gegen die Boston Celtics und die Syracuse Nationals als Sieger der Eastern Division behaupten. Im abschließenden Finalspiel gegen den Western-Division-Meister Rochester Royals unterlagen die Knicks nur knapp mit 3:4 in einer Best-of-Seven-Serie. Selbst wurde Boryla im gesamten Saisonverlauf in 66 von 68 möglichen Meisterschaftspartien seiner Mannschaft eingesetzt und erzielte in dieser Saison mit 352 Treffern (982 Punkte) die meisten Treffer in seiner aktiven Karriere.

### Abermaliger NBA-Vizemeister mit den Knicks
Auch in der darauffolgenden Spielzeit 1951/52 kam Boryla für die New York Knicks zum Einsatz, kam dabei jedoch nur auf 42 Einsätze und belegte mit der Mannschaft zum Saisonende abermals den dritten Tabellenplatz. Wie auch schon ein Jahr zuvor setzten sich die Knicks in den anschließenden Play-offs gegen die Konkurrenz durch und gewannen abermals die Eastern Division und schieden erneut in der finalen Best-of-Seven-Serie mit 3:4 aus; diesmal gegen die Minneapolis Lakers. In der Saison 1952/53 wurde Boryla wieder als Stammkraft eingesetzt und brachte es auf 66 Meisterschaftseinsätze, in denen er 673 Punkte erzielte und mit der Mannschaft im Endklassement auf dem ersten Platz rangierte. Dabei setzte sich das Team auch in den nachfolgenden Play-offs gegen die Konkurrenz durch und wurde erneut Eastern Division Champion. In der daraufhin ausgetragenen Best-of-Seven-Serie unterlagen die New York Knickerbockers abermals den Lakers, diesmal jedoch bereits nach fünf absolvierten Spielen mit 4:1. Boryla war in all diesen fünf Partien seiner Mannschaft im Einsatz.
Der für seinen rechten Hakenwurf bekannte Forward nahm auch in der Saison 1953/54 am Spielbetrieb seiner Mannschaft in der National Basketball Association teil, kam jedoch in lediglich 52 Ligapartien zum Einsatz, in denen er 175 Treffer bei 525 Versuchen erzielte. Im Vergleich zu den vorangegangenen Spielzeiten konnte Boryla mit den Knicks abermals die reguläre Meisterschaft an der Tabellenspitze der Eastern Division abschließen, konnte sich daraufhin jedoch nicht in den Play-offs, wo die Mannschaft noch in der Eastern Round Robin gegen die Syracuse Nationals (4:0) und die Bosten Celtics (2:2) mit einem Gesamtscore von 0:4 frühzeitig ausschied. Vince Boryla selbst beendete nach diesem Jahr und nach 285 NBA-Spielen, in denen er 3.187 Punkte erzielte, im Alter von 27 Jahren seine Karriere als Aktiver. Noch während seiner Zeit als aktiver Spieler veranstaltete er im Sommer Trainingscamps für die Jugend in Denver, wobei er sich im Laufe von drei bis vier Jahren rund 75.000 US-Dollar zusammensparte. Im Anschluss begann er seine Arbeit als Immobilienmakler und trainierte von 1954 bis 1955 das AAU-Amateurteam Denver Central Bankers in der National Industrial Basketball League (NIBL).

### Erste Zeit als Trainer und General Manager
Unter Präsident Ned Irish, der von 1946 bis 1974 am Erfolg der New York Knicks arbeitete, wurde Vince Boryla am 9. Februar 1956 (Saison 1955/56) als neuer Trainer des Teams bestellt und löste dabei Joe Lapchick ab, der das Team seit 1947 trainierte. Als dritter Trainer in der noch jungen Geschichte des Teams betreute er die Mannschaft in seiner ersten Saison in 21 Ligaspielen und beendete die Spielzeit auf dem vierten und damit letzten Platz der Eastern Division. Diesen Platz erreichte die Mannschaft erst nach einer Tie-Breaker-Partie gegen die Syracuse Nationals, da beide nach dem regulären Ende gleich viele Siege wie auch Niederlagen hatten. Unter Vince Boryla blieb der Erfolg der New York Knicks weitgehend aus. Auch in den Spielzeiten 1956/57 und 1957/58 kam man über einen letzten Platz in der Eastern Division am Saisonende nicht hinaus, weshalb Boryla kurz vor Saisonende 1957/58 beim vorvorletzten Spiel gegen die St. Louis Hawks seinen Abgang bekanntgab. In weiterer Folge verließ er nach 80 Siegen und 85 Niederlagen als Trainer die Mannschaft, um einige Monate darauf am 4. Januar 1960 als General Manager und Chefscout zu den New York Knicks zurückzukommen. Zu seinen ersten dortigen Handlungen gehörte die Verpflichtung des damaligen Free Agent Whitey Bell am 11. Januar desselben Jahres. 
Nach zwei laufend schlechter werdenden Spielzeiten hatten die Knicks in der Saison 1960/61 den bisherigen Tiefpunkt in ihrer seit 1946 laufenden Geschichte erreicht. 58 Niederlagen standen nur 21 Siege gegenüber, wobei auch der durch Boryla initiierte Abgang des Spielertrainers Carl Braun, der zuvor 1959 Borylas Nachfolger Andrew Levane ablöste, und die Verpflichtung von Eddie Donovan, der das Amt des Cheftrainers bis 1965 innegehabt hat, keinen Erfolg brachte. Neben diversen Handlungen im NBA Draft 1960, sowie im NBA Draft 1961 und im NBA Expansion Draft 1961, war der ehemaligen Internationale auch für die Verkäufe von Cal Ramsey an die Syracuse Nationals und Mike Farmer an die Cincinnati Royals verantwortlich. Weiters sind ihm die Verpflichtungen von Phil Rollins von den St. Louis Hawks und Phil Jordon von den Cincinnati Royals im Winter 1960/61 zuzuschreiben.

### Tätigkeiten als Geschäftsmann, Immobilienmakler und Scout der New York Knicks
Nach seinem Abgang Anfang Mai 1961 kehrte Vince Boryla wieder nach Denver zurück, wo er fortan als Geschäftsmann und Immobilienmakler in dessen Metropolregion tätig war, parallel dazu jedoch auch jahrelang als Scout und Talentsucher für die Knicks arbeitete. Bereits 1967 unterstützte er als General Manager eine Gruppe kalifornischer Männer, um ein ABA-Franchise nach Denver zu holen, woraufhin mit Hilfe des Ligakommissars der ABA, George Mikan, die Denver Nuggets (damals noch Denver Rockets) entstanden. Damals wurde das Franchise noch unter dem Namen Kansas City in der gleichnamigen Stadt in Missouri gegründet und Boryla am 21. März 1967 als General Manager unter Vertrag genommen, ehe es als Charter-Franchise Denver Larks nach Denver kam. Nach einiger Zeit als GM wurde er aufgrund finanzieller Dispute von seiner Tätigkeit entbunden.
Im Jahre 1970 half er Kabelfernsehpionier Bill Daniels, das zuvor als Los Angeles Stars bekannte Basketballfranchise mit Spielbetrieb in der American Basketball Association (ABA) von Los Angeles zu kaufen und nach Salt Lake City im US-Bundesstaat Utah zu bringen, wo es fortan unter dem Namen Utah Stars in Erscheinung trat. Weiters gilt Vince Boryla zusammen mit Bill Daniels als Gründer des Denver Rocks Boxing Teams, das beide Ende der 1960er Jahre gründeten. In Salt Lake City wurde er Anfang des Jahres 1971 auch als General Manager des Franchises vorgestellt, wobei eine seiner wesentlichsten Handlungen, die er bis zu seinem Abgang zum Jahresende vollzog, die Verpflichtung von Trainer LaDell Andersen war, der Bill Sharman, der zuvor mit dem Franchise aus Los Angeles mitverpflichtet wurde, ablöste. Zum Saisonende 1970/71 rangierten die Utah Stars nur knapp hinter den Indiana Pacers auf dem zweiten Platz der regulären Spielzeit der Western Division und konnten sich in den im Best-of-Seven-Modus ausgetragenen Play-off-Runden durchsetzen und gewannen so zum ersten und einzigen Mal in der Geschichte des Franchises die ABA-Meisterschaft. Trotz dieses beachtlichen Erfolges wurde Boryla zum Saisonende entlassen und durch Arnie Ferrin ersetzt, der das Amt des General Managers bis 1975 innegehabt hat, ehe Bill Orwig im letzten Jahr des Franchises dieses Amt belegte.

### Erfolge mit den Denver Nuggets
Im Jahre 1973 wurde er aufgrund seiner Erfolge im Basketball von der Colorado Sports Hall of Fame aufgenommen. Bis Mitte der 1980er Jahre war er an keinem professionellen Sportteam mehr involviert und konzentrierte sich auf seine Tätigkeit im Immobilienbereich und auf sein hobbymäßig betriebenes Racquetball. Nachdem er 1967 mitgeholfen hatte die ABA nach Denver zu holen, wurde er im Mai 1984 vom Milliardär und Besitzer des Team, Red McCombs, als Präsident und General Manager zum mittlerweile in der NBA vertretenden Franchise bestellt, wo er Carl Scheer in diesem Amt ablöste. Eine seiner ersten und wegweisenden Handlungen war der Verkauf von Kiki Vandeweghe an die Portland Trail Blazers, wobei die Nuggets im Gegenzug die Spieler Wayne Cooper, Fat Lever und Calvin Natt, sowie einen Zweitrundenpick im NBA-Draft 1984 und einen Erstrundenpick NBA-Draft 1985 im erhielt. Dieser besagte Zweitrundenpick sollte in weiterer Folge Willie White werden, der sich nach nur zwei Spielzeiten mit den Denver Nuggets aus dem professionellen Spielbetrieb zurückzog. Mit den Denver Nuggets bestritt er eine erfolgreiche Saison in der Midwest Division, in der die Mannschaft zum Ende der regulären Spielzeit 1984/85 mit 52 Siegen und 30 Niederlagen auf dem ersten Tabellenplatz rangierte. Nachdem das Team in der ersten Runde der Play-offs die San Antonio Spurs mit 3:2 und Utah Jazz in den Conference-Semifinals mit 4:1 im Best-of-Five-Modus bezwungen hatte, unterlag es in den Conference Finals den Los Angeles Lakers mit 2:4 in der Best-of-Seven-Serie. Eine weitere Handlung, die Boryla in diesem Jahr vollzog, war unter anderem die Verpflichtung des Veteran Free Agent Elston Turner, wofür die Dallas Mavericks im Gegenzug den später in Europa tätigen Howard Carter als Kompensation erhielten. Am 31. Oktober 1984 verpflichteten die Nuggets den daraufhin ebenfalls hauptsächlich in Europa anzutreffenden Joe Kopicki, der zu diesem Zeitpunkt ebenfalls Free Agent war. Als General Manager wurde er zum Saisonende mit dem Titel NBA Executive of the Year Award 1984 ausgezeichnet und kurz nach seinem Amtsantritt am 31. Mai 1984 in die National Polish-American Hall of Fame aufgenommen.
In der Saison 1985/86 erreichten die Denver Nuggets mit 47 Siegen und 35 Niederlagen den zweiten Platz in der Midwest Division und damit hinter den Houston Rockets. In den anschließenden Play-offs schieden die Nuggets nach einem 3:1-Erfolg in der ersten Runde über die Portland Trail Blazers mit 2:4 gegen die Houston Rockets in den Conference Seminfinals aus. Bereits vor Saisonbeginn tätigte Vince Boryla für die Denver Nuggets mehrere Draftpicks im NBA-Draft 1985, darunter den durch den Verkauf von Kiki Vandeweghe erhaltenen Erstrundenpick, der mit Blair Rasmussen gezogen wurde. Weitere Drafts waren der Zweitrundenpick Barry Stevens und Pete Williams in der vierten Runde. Des Weiteren kam es am 1. August 1985 zu einer Verpflichtung des Free Agents Eddie Hughes, der daraufhin jedoch nie zum Einsatz kam. Im Dezember 1985 vermeldete unter anderem die Los Angeles Times, dass Joe Sexson und Vince Boryla zu den zehn Männern gehören, die im März 1986 in Indiana Basketball Hall of Fame aufgenommen werden würden. Dies war für den mittlerweile 59-jährigen Boryla bereits die dritte Aufnahme in eine Hall of Fame.
Über den NBA-Draft 1986 erhielten die Nuggets am 17. Juni 1986 gleich in der ersten Runde Maurice Martin (16. Pick) und Mark Alarie (18. Pick). Weitere Picks waren Otis Smith in der zweiten Runde und Anthony Frederick in Runde sechs. Noch vor dem Beginn der Spielzeit 1986/87 vermittelte das Franchise aus Denver im Oktober 1986 den Veteran Free Agent Elston Turner zu den Chicago Bulls, als Kompensation erhielten die Nuggets einen Zweitrundendraftpick für den zwei Jahre später stattfindenden NBA-Draft 1988. Weiters tradete Boryla einen Erstrundenpick 1987 der Nuggets an New York Knicks und erhielt im Gegenzug Point Guard und Shooting Guard Darrell Walker. Als Kompensation für den Wechsel von Richard Anderson zu den Houston Rockets erhielten die Nuggets einen Drittrundenpick für den NBA-Draft 1988. Eine Woche vor Saisonstart wurde der etwas mehr als ein Jahr zuvor verpflichtete Pete Williams für einen Pick in der siebten Runde des NBA-Draft 1987 zu den Milwaukee Bucks gedraftet. 
Die Saison 1986/87 verlief für Nuggets weniger erfolgreich, als in den vorangegangenen Spielzeiten. Ein vierter Platz im Endklassement der regulären Spielzeit der Midwest Division war eine mäßige Platzierung im Vergleich zu den letzten Jahren. Auch in den saisonabschließenden Play-offs kam das Franchise aus Denver nicht über die erste Runde, in der es den Los Angeles Lakers deutlich mit 0:3 unterlag, nicht hinaus. Dies hatte in den Monaten nach dem Saisonende auch den Abgang Borylas kurz vor Beginn der Saison 1987/88 zur Folge. Beim NBA-Draft 1987 trat der Sohn polnischer Immigranten letztmals in offizieller Funktion für sein Team in Erscheinung und holte Andre Moore in Runde zwei und Ron Grandison in Runde fünf.

### Rückzug aus dem Profisport
In den nachfolgenden Jahren zog sich der mittlerweile 60-jährige Boryla weitgehend vom Profisport zurück. Jahre später wurde er 1996 von seiner alten Ausbildungsstätte in die University of Denver Athletics Hall of Fame aufgenommen. Im Laufe der Jahre erarbeitete sich der polnischstämmige Boryla den Ruf als einer der erfolgreichsten Immobilienmakler von Colorado und galt im Laufe der Jahrzehnte auch als einer der größten Philanthropen Denvers, wobei die Großzahl seiner Spenden und Zuwendungen anonym blieb. Unter anderem finanzierte er auch den Bau der nach ihm benannten Vincent J. Boryla Lounge am Campus der University of Denver. Bei einem Interview im Herbst 2012 lebte Vince Boryla bereits 23 Jahre lang mit seiner zweiten Frau Mary Jo zusammen, die er nach dem Alzheimer-Tod seiner ersten Frau geheiratet hatte, und hatte fünf Kinder aus erster Ehe, sowie 15 Enkel- und acht Urenkelkinder. Einer seiner Söhne, Mike Boryla (* 1951), war in den 1970ern kurzzeitig als Footballspieler (Quarterback) in der NFL tätig. Seit 2014 trat er als Theaterschauspieler in Erscheinung. Im Jahre 2013 wurde der bisher unter dem Namen Pioneer Award bekannte Preis von der Basketballabteilung der Denver Pioneers zu Ehren ihres einzigen Herren-All-American in Vince Boryla ’49 Pioneer Award umbenannt. Am 27. März 2016 starb Vince Boryla 89-jährig, nachdem er seine letzten Lebensjahre im Rollstuhl verbracht hatte.

## Erfolge
Mit den New York Knicks
- NBA All-Star: 1951
- 3 × Vizemeister der NBA: 1950/51, 1951/52 und 1952/53

Mit den Utah Stars
- 1 × Meister der ABA: 1970/71

Mit den Vereinigten Staaten
- 1 × Olympiasieger im Basketball: 1948

### Individuelle Erfolge
- Aufnahme in die Colorado Sports Hall of Fame: 1973
- Aufnahme in die National Polish-American Hall of Fame: 1984
- Aufnahme in die Indiana Basketball Hall of Fame: 1986
- Aufnahme in die University of Denver Athletics Hall of Fame: 1996